# 姜素拉
姜素拉（韓語：강소라，1990年2月18日—），韓國女演員。2009年擔綱電影女主角出道，接著以《陽光姊妹淘》與電視劇《未生》迎來全盛期，並以自我管理下的亮麗外型帶給大眾良好的形象。

## 演藝經歷
2009年姜素拉以電影《第四課時推理領域》的女主角出道便受到矚目，2010年參演了韩国史上最长寿喜剧《沒禮貌的英愛小姐》第7至8季。2011年5月主演的電影《陽光姊妹淘》上映後開始聲名鵲起，以片中霸氣十足的大姐大一角，榮獲釜日電影獎最佳女新人獎的肯定，以及大鐘賞、青龍電影獎、百想藝術大賞的提名；同年，與Super Junior隊長利特共同參與真人實境戀愛秀《我們結婚了》第3季，兩人在節目中組成的「酒窩夫婦」大受觀眾歡迎。
2012年在《Dream High 2》開始擔任電視劇女主角，2013年憑日日剧《丑八怪警报》在SBS演技大赏中获得新星赏，2014年以《Doctor异乡人》獲得韓國電視劇大獎的女子優秀賞。2014年10月出演引起廣大職場工薪族共鳴的《未生》，在劇中飾演擁有多國語言能力與出色業務能力的「安英怡」一角，讓她演藝事業更上層樓。
2015年與柳演錫搭檔出演電視劇《心情好又暖》。2016年在《邻家律师赵德浩》中一展女律師的幹練風範，也因與財閥抗爭的題裁深入人心，此劇難得打敗友台的古裝常勝軍在同時段收視第一。2019年重返大螢幕出演電影《鐵馬車王：駛向自由》，雖然票房失利，但在隔年的《超“人”氣動物園》以輕鬆愉快的喜劇風取得不錯的成績。
2023年姜素拉婚後與產後復出，接演電視劇《能成為陌生人嗎》展現更加成熟的面貌。

## 個人生活
姜素拉的姣好身材一直是眾人欣羨的對象，擁有身高168公分但腿長就有105公分的好比例。可她在高中時期曾胖到72公斤，甚至影響出道之路，之後還深受「烏龜頸」所苦，靠後天的努力與毅力，以飲食控制加上瑜伽及有氧運動，讓她減下20多公斤並成功矯正體態。在2014年的MAMA大獎擔任頒獎嘉賓時，以僅3萬韓元的連身裙卻襯出S型身材與自信美，成為當時的熱門話題。這種自律的精神一直維持至今，不僅帶來許多正能量也激勵不少女性。

### 感情
2016年12月15日，姜素拉與玄彬傳出戀愛消息，雙方經紀公司予以證實，表明二人於10月初相識，由互相幫助分享煩惱的前後輩轉變為情侶關係。2017年12月8日，玄彬所屬事務所指二人因工作日程緊密而決定分手，由戀人退回朋友關係，未來將會繼續為對方打氣。
2020年8月17日，姜素拉透過經紀公司PLUM A&C宣佈，即將與比自己年長的圈外男友攜手步入禮堂。男方為38歲的韓醫院院長，不僅在京畿道自營醫院，財力相當雄厚，在業界也是很有實力的醫生，被稱為紳士暖男院長。兩人的婚禮於8月29日舉行，但由於正值新冠肺炎疫情肆虐之時，僅舉辦當事人和直系親屬參加的簡單儀式。姜素拉更公開親筆信跟粉絲報喜：「不知不覺也出道了11年，對比我更開心、更感到喜悅的各位，真的只有無盡的感謝，我將在8月底結婚了，突如其來消息一定嚇到了吧，我遇見了想攜手共度人生的一位很棒的人，我會過着幸福的婚姻生活，未來也會展現更多樣貌、成為一個好演員來報答各位的信任及支持。」
2020年11月19日，韓國媒體報導姜素拉已懷孕，隨後經紀公司證實相關傳聞並表示姜素拉目前以喜悅與興奮的心情靜養中，她正健康且幸福的準備著胎教。2021年4月15日姜素拉誕下長女；於2023年12月11日誕下次女。

## 影視作品

### 劇集
| 年份   | 平台 | 劇名                       | 角色   | 備註     |
| 2010年 | tvN  | 《沒禮貌的英愛小姐》第7季  | 姜素拉 |          |
| 2010年 | SBS  | 《醫生冠軍》               | 權幼利 |          |
| 2010年 | tvN  | 《沒禮貌的英愛小姐》第8季  | 姜素拉 |          |
| 2011年 | KBS  | 《我們家的女人們》         | 洪允美 | 配角     |
| 2012年 | KBS  | 《Dream High 2》           | 申海星 | 女主角   |
| 2013年 | SBS  | 《醜八怪警報》             | 羅度熙 | 女主角   |
| 2013年 | tvN  | 《沒禮貌的英愛小姐》第12季 | 姜素拉 | 特別出演 |
| 2014年 | SBS  | 《異鄉人醫生》             | 吳秀賢 | 女主角   |
| 2014年 | tvN  | 《未生》                   | 安英怡 | 女主角   |
| 2015年 | MBC  | 《心情好又暖》             | 李珍珠 | 女主角   |
| 2016年 | KBS2 | 《鄰家律師趙德浩》         | 李恩祖 | 女主角   |
| 2017年 | tvN  | 《卞赫的愛情》             | 白準   | 女主角   |
| 2018年 | JTBC | 《愛上變身情人》           | 姜素拉 | 客串     |
| 2023年 | ENA  | 《能成為陌生人嗎》         | 吳荷拉 | 女主角   |

### 電影
| 年份   | 片名                   | 角色               | 備註     |
| 2009年 | 《第四課時推理領域》   | 李多静             | 女主角   |
| 2009年 | 《光泰的基礎》         |                    | 獨立電影 |
| 2011年 | 《陽光姐妹淘》         | 何春花（少女時期） | 主演     |
| 2012年 | 《勇敢傳说》           | 梅莉達             | 配音     |
| 2013年 | 《帕帕羅蒂》           | 淑熙               | 女主角   |
| 2013年 | 《加油，秉憲先生》     |                    | 特別出演 |
| 2019年 | 《鐵馬車王：駛向自由》 | 金香心             | 女主角   |
| 2020年 | 《超“人”氣動物園》     | 韓所願             | 女主角   |
| 2021年 | 《如果雨之後》         | 秀珍               | 特別出演 |

### MV
| 年份   | 歌手                       | 歌曲             | 合作藝人       |
| 2009年 | Halla Man                  | 〈這樣的好日子〉 | 金智錫         |
| 2009年 | PK Heman                   | 〈Gloria〉       | —              |
| 2009年 | JK 金東昱                  | 〈只有〉         | —              |
| 2009年 | 洪京民                     | 〈幸福的我〉     | —              |
| 2011年 | 許閣                       | 〈Hello〉        | 龍俊亨、李賢鎮 |
| 2011年 | 許閣                       | 〈除了想死的話〉 | 龍俊亨、李賢鎮 |
| 2017年 | Suho feat.宋英珠（鋼琴家） | 〈Curtain〉      | —              |

## 綜藝節目
| 日期                       | 頻道 | 節目名稱                                                      | 備註                                         |
| 2011年10月8日—2012年9月8日 | MBC  | 《我們結婚了》第3季                                           | 與Super Junior利特搭檔，被稱為「酒窩夫婦」。 |
| 2013年2月11日              | MBC  | 《春節特輯—我靈魂的飯桌》                                     | 與李敬揆、李壽根、盧弘喆                     |
| 2025年5月25日—7月27日      | JTBC | 《If You Leave Home, You'll Be Pampered》（집 나가면 개호강） | 固定出演                                     |
| 2025年7月5日—8月9日        | MBC  |                                                               | 《陽光姐妹淘》演員們重聚後一起踏上旅程。     |

## 主持
| 日期           | 頻道 | 活動名稱            | 合作藝人                                       |
| 2011年12月31日 | MBC  | MBC歌謠大祭典       | 趙權、孫佳人、利特、尼坤、宋茜、李章宇、咸𤨒晶 |
| 2012年12月29日 | MBC  | MBC演藝大獎         | 姜鎬童、黃光熙                                 |
| 2014年10月1日  | —    | 第7屆韓國電視劇大獎 | 吳尚津                                         |
| 2017年1月14日  | —    | 第31屆金唱片獎      | 成始璄                                         |
| 2018年1月11日  | —    | 第32屆金唱片獎      | 成始璄                                         |
| 2019年1月5日   | —    | 第33屆金唱片獎      | 李昇基、成始璄                                 |

## 音樂作品
| 發行日期      | 類型 | 曲名                 | 收錄專輯          | 備註                         |
| 2011年4月18日 | OST  | 〈旋轉〉（빙글빙글） | 《陽光姐妹淘》OST | 演員合唱                     |
| 2012年3月26日 | OST  | 〈B級人生〉          | 《夢想高飛2》OST  | 與鄭珍雲、朴珍榮、金智修合唱 |

## 獲獎與提名
| 年份   | 頒獎典禮                      | 獎項                          | 作品名稱                 | 結果 |
| 2011年 | 第5屆Mnet 20's Choice Awards  | 電影明星獎                    | 《陽光姐妹淘》           | 獲獎 |
| 2011年 | 第20屆釜日電影獎              | 最佳女新人獎                  | 《陽光姐妹淘》           | 獲獎 |
| 2011年 | 第48届大鐘賞                  | 新人女演員獎                  | 《陽光姐妹淘》           | 提名 |
| 2011年 | 第32届青龍電影獎              | 新人女演員獎                  | 《陽光姐妹淘》           | 提名 |
| 2012年 | 第48屆百想藝術大賞            | 電影部門 女子新人演技獎       | 《陽光姐妹淘》           | 提名 |
| 2012年 | 第48屆百想藝術大賞            | 電影部門 女子人氣獎           | 《陽光姐妹淘》           | 獲獎 |
| 2012年 | 第48屆百想藝術大賞            | 電視部門 女子新人演技獎       | 《Dream High 2》         | 提名 |
| 2012年 | 第48屆百想藝術大賞            | 電視部門 女子人氣獎           | 《Dream High 2》         | 提名 |
| 2012年 | MBC演藝大賞                   | 人氣獎—綜藝節目部門           | 《我們結婚了》第3季      | 獲獎 |
| 2013年 | 第49届百想艺术大赏            | 電影部門 女子人氣獎           | 《我的帕瓦罗蒂》         | 提名 |
| 2013年 | 第17届富川國際奇幻影展        | 人气奖                        | 《我的帕瓦罗蒂》         | 提名 |
| 2013年 | SBS演技大賞                   | 新星賞                        | 《醜八怪警報》           | 獲獎 |
| 2013年 | SBS演技大賞                   | 最佳情侣赏                    | 《醜八怪警報》           | 提名 |
| 2013年 | SBS演技大賞                   | 女子長篇劇優秀演技賞          | 《醜八怪警報》           | 提名 |
| 2014年 | 第50届百想艺术大赏            | 電視部門 女子人氣獎           | 《醜八怪警報》           | 提名 |
| 2014年 | 第9屆亞洲模特大獎             | 人氣明星獎                    | 不適用                   | 獲獎 |
| 2014年 | Miss Supertalent              | 亚洲新星獎                    | 不適用                   | 獲獎 |
| 2014年 | 第7屆韓國電視劇大獎           | 女子優秀賞                    | 《異鄉人醫生》           | 獲獎 |
| 2014年 | 第3届APAN Star Awards         | 中篇電視劇 女子優秀演技賞     | 《異鄉人醫生》           | 提名 |
| 2014年 | Herald Donga Lifestyle Awards | 年度最佳Style獎               | 不適用                   | 獲獎 |
| 2015年 | 第51屆百想藝術大賞            | 電視部門 女子人氣獎           | 《異鄉人醫生》、《未生》 | 提名 |
| 2015年 | 韩国广告商大会                | 最佳模特兒賞                  | 不適用                   | 獲獎 |
| 2015年 | 第4屆APAN Star Awards         | 中篇電視劇 女子優秀演技賞     | 《未生》、《心情好又暖》 | 提名 |
| 2015年 | MBC演技大賞                   | 迷你劇部門 女子優秀演技獎     | 《心情好又暖》           | 獲獎 |
| 2016年 | KBS演技大賞                   | 中篇電視劇部門 女子優秀演技獎 | 《鄰家律師趙德浩》       | 提名 |

## 外部連結
- 姜素拉的Instagram帳戶
- YouTube上的姜素拉頻道
- 姜素拉在NAVER上的资料
- 姜素拉在Daum上的资料
- 姜素拉在韩国电影数据库（KMDb）上的資料（韓語）
- 姜素拉在HanCinema的頁面（英文）
- 姜素拉在豆瓣上的资料（简体中文）